# Sténose carotidienne
 Mise en garde médicale
La sténose carotidienne est une pathologie définie par un rétrécissement des artères principales du cou, les artères carotides, le plus souvent secondaire à l'athérome. Le risque en est la survenue d'un accident vasculaire cérébral.

## Mécanisme
Les artères carotides sont les deux artères carotides communes qui se divisent chacune en une artère carotide interne et une artère carotide externe. Parmi ces deux artères, seule la carotide interne est à destination du cerveau, et elle constitue également sa principale source de vascularisation. La sténose carotidienne peut être de nature athéromateuse ou radique.

### Athérome
La sténose carotidienne est une localisation classique de l'athérome consistant en une infiltration de l'intima de l'artère par des lipides et des cellules. Les facteurs de risque sont ceux de l'athérome : hérédité, sexe masculin, âge, tabagisme, hypertension artérielle, diabète, dyslipidémie. Le plus souvent, la sténose est située au niveau de la bifurcation carotidienne (partie terminale de la carotide commune) ou au niveau de la partie initiale de la carotide interne.

### Irradiation
La sténose carotidienne radique est en général secondaire à une radiothérapie de la région du cou faite dans le cadre d'un cancer des voies aérodigestives supérieures ou d'un lymphome par exemple. Le mécanisme supposé est une « accélération » de l'athérome.

### Conséquence
Bien traitée médicalement, le risque d'accident vasculaire cérébral est faible.
La sténose carotidienne peut se compliquer d'un accident vasculaire cérébral de trois manières : par occlusion de la carotide, par rétrécissement important de cette dernière entraînant une baisse de débit substantielle en aval, et par embolie. Dans ce dernier cas, la plaque d'athérome se fissure, entraînant une agrégation de plaquettes et d'hématies formant un caillot, celui-ci se détache, circule dans les vaisseaux cérébraux et obstrue une artère distale.
Dans certains cas, l'occlusion d'une artère carotide peut n'entraîner aucune conséquence du fait des voies de suppléances par le réseau carotidien controlatéral et les artères vertébrales qui sont anastomosées avec le réseau carotidien d'aval dans le polygone de Willis.

## Épidémiologie
Une sténose carotidienne est retrouvée dans un peu moins de 10 % des hommes âgés. Une plaque d'athérome responsable d'un rétrécissement modérée est présente chez près des trois quarts des patients de plus de 65 ans et chez deux tiers des femmes du même âge.
Elle est responsable d'environ un cinquième des accidents vasculaires cérébraux. Le risque de complications augmente avec le degré du rétrécissement et est particulièrement élevé lorsqu'il dépasse 60 % du diamètre de la lumière du vaisseau.
Elle est favorisée par les facteurs de risque cardiovasculaires : tabac, hypertension, diabète, sédentarité...

## Diagnostic

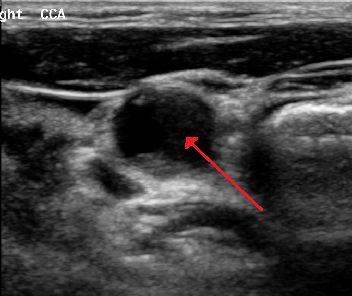
Sténose de l'artère carotide interne droite évaluée à 70% en échographie. Plaque d'athérome fléchée en rouge.

L'examen clinique peut montrer un souffle carotidien. Il peut cependant être présent sans sténose carotidienne dans près des trois quarts des cas. La sensibilité et la spécificité de ce signe est faible, ce qui fait qu'il ne peut être utilisé seul pour cibler une indication d'échographie Doppler.
Le diagnostic est fait par échographie Doppler. Cet examen, non invasif, permet de visualiser les artères carotides, la présence ou non d'athérome et de quantifier le degré d'obstruction. Cet examen est demandé soit devant la présence d'un souffle carotidien à l'auscultation des vaisseaux du cou, soit à titre systématique chez un patient ayant déjà fait un accident vasculaire cérébral ou ayant un athérome sur une autre artère (artériopathie oblitérante des membres inférieurs ou maladie des artères coronaires.
Si une décision chirurgicale est discutée, l'examen est complété par une angio-IRM ou par un angioscanner.

## Traitement
La prise en charge de la sténose carotidienne a fait l'objet de la publication de recommandations américaines en 2011 et européennes en 2017.
La prise en charge des facteurs de risque est impérative : arrêt du tabac, traitement d'une hypertension artérielle, d'un diabète ou d'une dyslipidémie.
Comme tout athérome, le patient est mis sous aspirine à petites doses, à visée anti-agrégante plaquettaire mais son efficacité n'est pas probante en cas de sténose carotidienne asymptomatique. Un traitement systématique par statine est mis en route, permettant la réduction de près d'un tiers du risque d'accident cérébral.
Une surveillance de l'évolution du rétrécissement par échographie-Doppler régulière est faite.

### Traitement chirurgical
Il est proposé en cas de rétrécissement important ou responsable d'une complication. Son indication est cependant controversé en cas de sténose asymptomatique, même serrée, le risque de complications spontanées, sous un traitement médicamenteux bien conduit étant bien plus faible que lors des premières études conduite pour comparer la chirurgie avec le traitement médicamenteux de référence de l'époque,. La sélection des patients chirurgicaux peut être aidé par le doppler intracrânien permettant de détecter le passage de micro embols du côté de la sténose et qui serait un indice de gravité.
Il se fonde, le plus souvent, sur une endartériectomie carotidienne : l'artère est ouverte et l'athérome est retiré. Un patch artificiel ou en tissu veineux peut être mis en place lors de la fermeture de l'artère, avec un risque plus faible de resténose. Le geste peut être fait aussi bien sous anesthésie générale que sous anesthésie locale.
Une technique alternative est l'angioplastie de l'artère carotide avec pose d'un stent. Elle semble, pour l'instant, moins efficace que l'endartériectomie chirurgicale.